# Знахар (телесеріал)
Знахар — російський телесеріал 2008 року. Серіал знятий за мотивами твору Бориса Седова.

## Сюжет
Серіал знятий по мотивах твору Бориса Седова.

### 1-ша серія
Молодий лікар Костянтин Разін арештован за вбивство, яке він не здійснював, але всі докази проти нього. Разін потрапляє в «Хрести» (найвідоміша в'язниця в Петербурзі), там він надає медичну допомогу авторитету Бахве, і за це його стали називати «Знахар». Бахва по своїх каналах дізнається, що лікаркя підставили найближчі люди: дружина Ангеліна і його брат Леонід. А організував все це якийсь бізнесмен Хопін — начальник Леоніда. Суд засуджує Разіна до п'ятнадцяти років позбавлення волі.

### 2-га серія
На зоні Разін свариться з доктором. Його відправляють в карцер. Але його звуть, щоб він врятував життя одному з офіцерів, за що начальник в'язниці Картаєв пропонує йому роботу в лазареті. Знахар відмовляється і продовжує лікувати ув'язнених «неофіційно». До Картаєву приїжджає племінниця Кристина — наркоманка і він просить Костянтина допомогти вилікувати її. Разін погоджується і, відвідуючи будинок начальника, входить до нього в довіру. Використовуючи цей шанс Знахар з одним із зеков, Блондином, здійснює втечу. Але їх ловлять, напарник гине, а сам Знахар потрапляє в будинок начальника в'язниці, і той разом зі своїм підлеглим прапорщиком Чечевим його приковують ланцюгом.

### 3-тя серія
Після невдалої втечі Картаєв вимагає, щоб Знахар продовжив лікувати Кристину. Вона ж допомагає полоненому знову бігти. А в цей час з колонії втікають ще троє в'язнів. Картаєв віддає наказ Чечеву знайти Знахаря живим або мертвим.

### 4-та серія
Знахар з провідником Комяком пробираються крізь ліс і болота. По дорозі Костянтин важко захворює і не може йти далі і Комяк вирушає по допомогу в село старообрядців. Матінка Меланья лікує Знахаря, а допомагає їй молода дівчина Настя. Тим часом прапорщик Чечев докладає Картаєву, що пошуки втікачів результатів не дали, але, начальник в'язниці наказує перевірити селище старообрядців.

### 5-та серія
Костянтин видужує. Настя, доглядаючи його, закохується в Знахаря. Батько Евстрат і брат Насті Олексій пропонують Константіну залишитися з ними, Але він відмовляється. Полковник Согрішин і Чечев обшукують село старовірів, але Настя встигає заховати втікача, і загін вирушає ні з чим. А в цей час троє втікачів вбивають трьох солдатів з переслідування і забирають їх зброю. Знахар з Комяком збираються йти далі, старовіри дають їм коней і Трофім з Настею вирішують їх проводити.

### 6-та серія
В'язні-утікачі несподівано нападають на Знахаря і його супутників. У перестрілці із зекамі Трофім гине, а Комяка і Настю ранять. Костянтин вбиває одного з бандитів, поранений Комяк два інших. В цей час подорожніх наздоганяють старообрядці на чолі з Ігнатієм. Вони забирають Настю назад в село. Комяк виводить Знахаря з тайги і люди Араба доставляють його до Пермі. Там втікачеві таємно роблять пластичну операцію і він отримує нові документи на ім'я Дениса Сельцова.

### 7-ма серія
Знахар за допомогою людей Стилета починає свій план помсти. Картаєв же не може заспокоїтися і звертається до свого старого друга з ФСБ по допомогу в упійманні Знахаря. В результаті Стилет потрапляє за ґрати і йому пропонують видати Знахаря в обмін на повернення волі та майна. Костянтин довідується, що його дружина живе тепер з його братом. Він повідомляє її, що він на волі і та впадає в паніку.

### 8-ма серія
Знахар дізнається адресу дачі, де ховається його брат, і друзі Міхи Ворсистого викрадають Леоніда. Костянтин переконує брата убити Хопіна, і Леонід погоджується піти на це . Під час зустрічі він непомітно підсипає отруту в каву бізнесмена . Знахар знайомиться з Наташею і збирається деякий час пожити в її будинку, але несподівано дізнається, що її батько — Арцибашев (генерал ФСБ). А тим часом "Светка- Цукерочка" стежить за слідчим. Вони потрапляють в аварію. І слідчий і "Светка-Цукерочка" гинуть.

### 9-та серія
Загрожуючи Знахареві, Арцибашев і Наташа вимагають, щоб він відшукав Студенного на зоні, в якій він сам сидів. Виявляється батько цього Студенного передав своїй сім'ї незвичайне кільце, за допомогою якого син повинен був отримати спадок в Тохтамбаш -баши. Студенного Знахар не знаходить, але в селі старовірів Евстрат його повідомляє, що спадкоємець був у них, і Матушка Меланья вилікувала його, забравши кільце. Знахар одружується на Насті, кільце опиняється біля нього і вони разом повертаються до Петербургу.

### 10-та серія
Знахар і Настя вирушають на зустріч з Тохтамбаш -баши, щоб забрати у нього кільце Студенного . Але Кемаль викрадає Настю з готелю і вимагає замість неї кільце . Знахар йде на переговори, узявши з собою Наташу. І тут з'ясовується, що, Студенний в полоні в Тохтамбаш -баши. Проходіт цілий ряд відчайдушних битв і поєдинків, в результаті яких гинуть Кемаль, Арцибашев і Настя. Знахар отримує ключ до багатств і забирає з банку в Саудівській Аравії скриньку з коштовними каменями.

### 11-та серія
Пріїхав до Італії, Костянтин намагається зняти гроші в банку, але його ловить поліція і передає співробітникам ФСБ . За ним постійно стежать не лише люди Губанова, але і терористи. На явочній квартирі їх чекає засідка, лише якимсь дивом Знахарю і Наташі удається піти від переслідувань. А в цей час один за іншим гинуть Міха Ворсистий, Слава Крокоділ і Залізний. ФСБ привозить обгорілі тіла до Москви, але експертиза показує, що Наташі і Знахаря серед них немає. Губанов все ж робить їхні фальшиві поховання, сподіваючись, що так він знайде Знахаря.

### 12-та серія
Генерал ФСБ вбиває Олексію (братові Насті), що Знахар — небезпечний злочинець, головний винуватець смерті його сестри. Знахар тим часом відкриває свою клініку. Злодії вимушують його піти на операцію — поширювати через свою клініку наркотики. Але він насправді виготовляє з цих наркотиків ліки і лікує ними пацієнтів. Олексій намагається убити Знахаря, але потім дізнається від нього всю правду, і разом вони їдуть в Душанбе, де похована Настя.

### 13-та серія
Наташа терміново летить в Душанбе і признається Знахареві, що працює на Губанова, який доручив їй знайти гроші. Надір-шах викрадає Олексія і вимагає взамін повернути йому коштовності. У будинку, де його тримають, Олексій випадково пізнає древню священну книгу — таку ж, яку він бачив в тайнику у старообрядців. Людина надір-шаха Ахмад привозить до Казані перший екземпляр книги. Наташа просить Губанова сприяти в звільненні полоненого. В результаті вона показує Знахареві документи, по яких вони як чоловік і дружина повинні терміново їхати до Єгипту за Олексієм.

### 14-та серія
Знахар йде на конфлікт із злодіями, відмовляється їм платити, і ті відкривають на нього полювання. Знову опинившись у в'язниці, він знайомиться з Гансом, який запобігає, що злодії хочуть убити його. Але Знахареві удається втекти, в цьому йому допомагає Наташа. Перекладач показує надіру-шаху місце на березі річки недалеко від Казані, де можуть зберігатися скарби. Ключ до скарбів зашифрований в двох священних книгах, але у нього лише одна частина.

### 15-та серія
Надір-шах висуває нові умови — як викуп за Олексія йому потрібні не коштовності, а другий екземпляр священної книги. Костянтин їде до старовірів і забирає коштовне видання в Евстрата. У Казані йому удається перевести потрібну частину з книги і тут у нього дозріває свій план. Зустрівшись з людиною надір-шаха Знахар домовляється про передачу книги. Але у момент передачі з'являється група захвату ФСБ і Губанов. У перестрілці гинуть люди надір-шаха, а Олексія знову відвезли. Книга залишається у Знахаря і він разом з Наташею готує новий план порятунку брата Насті.

### 16-та серія
Знахар розуміє, що врятувати скарби Золотої Орди без підтримки ФСБ не реально. Разом з Наташею, Валєєвим і Рамілем він їде до Пакистану, де пропонує себе і Наташу в обмін на Олексія. Знахар разом з надіром-шахом їдуть до Казані, де спецслужби вже влаштували засідку...

## Продовження
У 2011 році вийшов серіал Знахар 2: Полювання без правил.